# Los ojazos de mi negra
Los ojazos de mi negra es una película de Argentina en blanco y negro dirigida por Eduardo G. Ursini según su propio guion escrito en colaboración con Demetrio Amaya basado en la canción de Adolfo R. Avilés que se estrenó el 16 de octubre de 1940 y que tuvo como protagonistas a Aída Alberti, Oscar Valicelli y Ada Cornaro.

## Sinopsis
El empleado de una estancia y la hija del patrón tienen un romance y este es acusado de robar ganado.

## Reparto
| - Aída Alberti - Ada Cornaro - Tito Gómez - Anita Lang - Elsa Marval | - Adolfo Meyer - Percival Murray - Carlos A. Petit - Oscar Valicelli - Héctor Vezza |

## Comentarios
Para Manrupe y Portela es un rudimentario filme de relleno en tanto la crónica de La Nación dijo:

"Simpática y de tan clara modestia, que nadie podría enrostrarle asomo de pretensiones, que por otra parte su sencillo argumento y su realización común no admitiría"